# Elatine brachysperma
Elatine brachysperma är en slamkrypeväxtart som beskrevs av Asa Gray. Elatine brachysperma ingår i släktet slamkrypor, och familjen slamkrypeväxter. Inga underarter finns listade i Catalogue of Life.